# Scarab (konstruktőr)
A Scarab egy amerikai versenycsapat volt, amely az 1960-as években indult a Formula–1-ben.

## Története

### Kezdetek
Lance Reventlowt Bruce Kessler segítette munkáját a csapat létrehozásában. Hamarosan csatlakozott hozzájuk a gépész Warren Olson, aki beszervezte a korábban a híres Kurtis cégnél dolgozó autóépítőket, Dick Troutmant és Tom Barnest, illetve a motorspecialista Jim Traverst és Frank Coont. A szerkezeti elemekkel foglalkozók után a karosszériáért felelős embereket hozta össze Reventlow a versenyzéssel és autótervezéssel egyaránt foglalkozó Ken Miles és a csak 19 éves főiskolai hallgató Chuck Pelly személyében. S hogy az összerakott autó a lehető legjobban menjen, alkalmazta még a versenyző és hajtómű-specialista Chuck Daigh-et.
Miután összeállt a veterán konstruktőrök tapasztalatát és a fiatal tervezők lelkesedését egyesítő team, Reventlow Automobile Incorporated néven észak-Hollywoodban Olson vezetésével nekiláttak az SCCA új üdvöskéjének elkészítésének. Reventlow a korszak legjobb európai sportkocsiját, a Mercedes-Benz 300 SL-t vette mintának. Miles egy hozzá hasonló térhálós szerkezetű vázat tervezett. A szerkezethez elöl keresztlengőkaros felfüggesztést, hátul pedig DeDion hidat építettek, amely igen előremutatónak számított akkoriban a tengerentúli sportautók között. Az irányítást szokatlan módon egy Morristól kölcsönözték, a fogasléces kormánymű precízebb volt a korabeli amerikai rendszereknél. Végül a szerkezetre Pelly egy lekerekített, alumíniumkarosszériát kalapált.
A tisztán amerikai autó felépítése nem is volt olyan egyszerű, mint az Reventlow elképzelte. Először a motorkérdést kellett rendezniük, s mivel nem tudott megfelelő amerikai erőforrást szerezni egy teljes évvel elhalasztotta csapata megmérettetését. A következő évre az Offenhauser nagy nehezen kifejlesztett egy Reventlow elvárásainak megfelelő motort az autókba. Ekkoriban már a középmotoros versenygépek korát élték, így egy új orrmotoros autó építése nem volt éppen a legkorszerűbb dolog. A fékrendszert először saját maguknak fejlesztették ki, majd ezt elvetették és egy brit gyártól rendeltek újat. Az autót Halibrand-kerekekkel, Goodyear-abroncsokkal, valamint Corvette-sebváltóval szerelték fel. A motor végül egy 283 köbhüvelykes (4.4 literes) Chevy Corvette V8-as blokk volt, amelyet Travers és Coon vettek kezelésbe. Első lépésben 5.5 literre fúrták fel, majd a karburátorokat Hilborn üzemanyag-befecskendezőre cserélték, és nagyobb levegőbeömlőket biggyesztettek hozzá. Teljesítménye így a tekintélyt parancsoló 360-385 lóerőre nőtt, amelyet már alacsony fordulatszámon leadott. A motorhoz a jól bevált, négyfokozatú Borg-Warner váltót társítottak, amelyet a súlycsökkentés érdekében alumínium házban helyeztek el. A kocsi össztömege mindössze 860 kilogramm volt, ám a száguldásban komoly akadályt jelentettek a gyengécske dobfékek.

### A Formula–1 előtt
1958 elején mutatkozott be a csapat, s bár modern kivitelével hamar elismerést váltott ki, eleinte nem jutott a győzelem közelébe. Tavaszra azért már összejött egy harmadik helyezés Briggs Cunningham Listerjei mögött a virginiai versenypályán. Júniusban Santa Barbarában azután megszületett a Scarab és Reventlow első győzelme is, amely megnyitotta a járgány diadalmenetét. Időközben összeállítottak két további Scarabot, amelyek azonban némileg különböztek az eredetik verziótól, így ők a Mk II jelölést kapták, míg az első példány Mk I néven futott tovább. A módosított kivitelek nagyobb átmérőjű csövekből, erősebb vázszerkezetet és szélesebb nyomtávot kaptak, emellett az európai stílust utánozva jobb oldalra kerültek a sofőrülések. Az egyik Mk II-est Chuck Daigh vezette a szezon hátralévő részében Rewentlow Mk I-ese mellett, s mindkét kocsi az élmezőnyben volt a B-Modified osztályban. A legnagyobb diadalt a neves riversidei Times Grand Prix-n érte el Chuck Daigh, amikor kiélezett, többszöri oda-vissza előzésekkel tarkított versenyben legyőzte a Ferrari 412 S-vel versenyző Phill Hillt. Reventlow is eredményesen, dupla győzelemmel zárta a szezont a Nassau Speed Weeken.
Az SCCA bajnokság megnyerése után Reventlow Európát akarta meghódítani, európai gépek ellen versenyezni és győzni. Ennek megfelelően a második Mk II-est a World Championship szabályai szerint kellett átépíteni. Hiába szolgáltak ugyanis az öreg kontinens sportautói mintául a Scarabnak, nem felelt meg a nemzetközi bajnokság előírásainak. Az autó erőforrása például nem lehetett nagyobb három liternél, így a Corvette motor, s mellette szinte minden más amerikai erőforrás kiesett. Szerencsére rendelkezésre állt az Indy járgányoknak szánt négyhengeres Offenhauser motor, melyet a mérnökcsapat háromliteressé alakított, így már indulhatott a Scarab a nemzetközi mezőnyben. Ott azonban totálisan leégett, az ósdi négyhengeres nem vehette fel a versenyt a könnyű, kompakt hathengeresekkel és V12-esekkel szemben, amelyek teljesítmény és megbízhatóság terén is jobbak voltak. Az első, csúfos kudarccal végződött verseny után Rewentlow kicseréltette a négyhengerest V8-ra, és elhagyták a nemzetközi versenyporondot, néhány hónapra. 1959 végén eladta mindkét Mk II-esét magánversenyzőknek, míg az eredeti prototípust utcai sportkocsivá alakították át.

### A Formula–1-ben

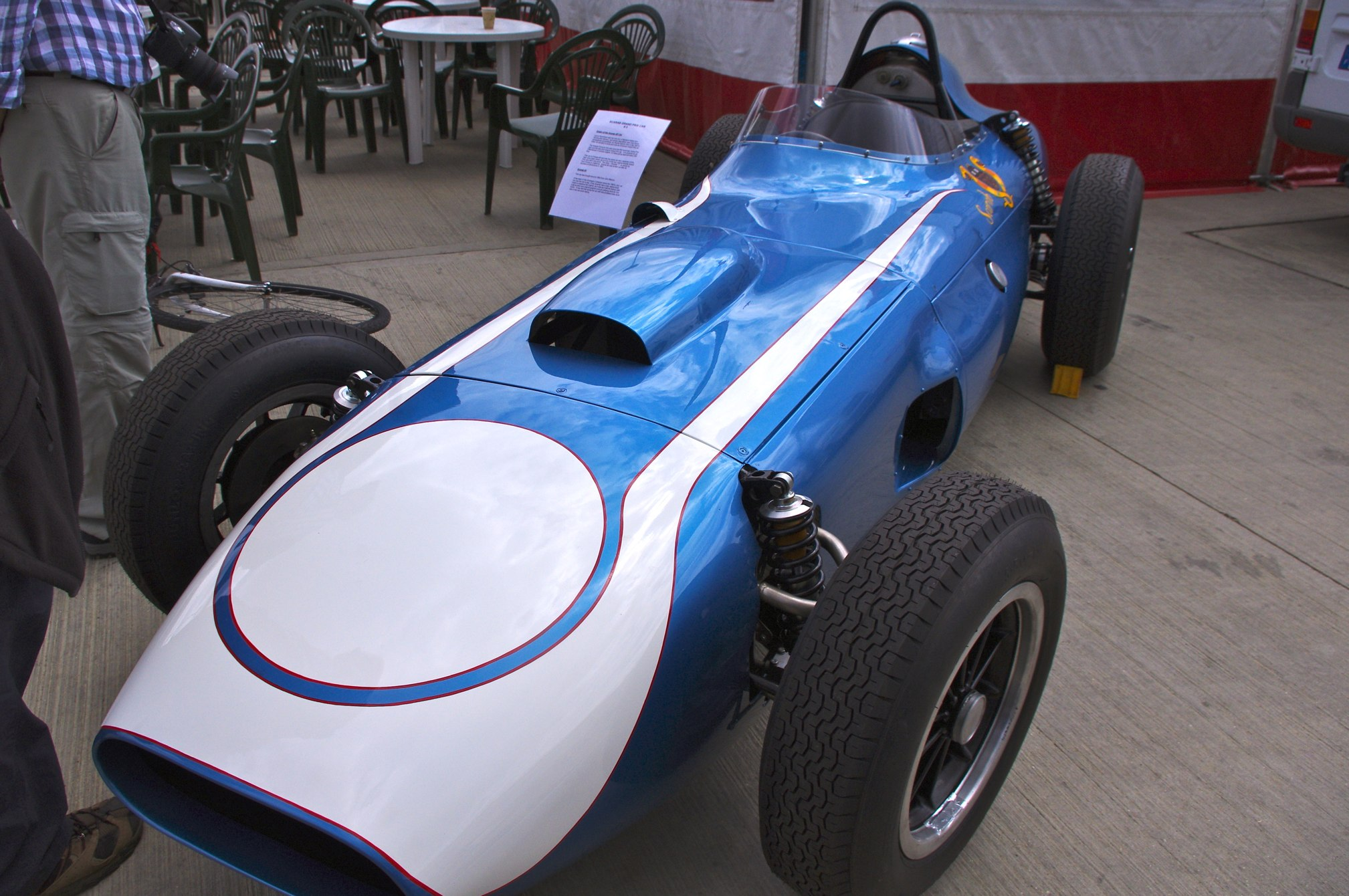
Scarab 1960-ban Silverstone-ban

A Scarab versenyautókban használhatatlan, módosított Offenhauser erőforrás köré pedig épített egy Formula–1 specifikáció szerinti járgányt, hogy visszavágjon az európai sportköröknek. A négyhengeres Offenhauser motor lökettérfogata immár 2441 köbcenti volt, felülvezérelt desmodromikus, rugó nélküli szelepekkel. A járgány 220 lóerős teljesítménye és 250 km/h-s végsebessége papíron ugyan ígéretesnek tűnik, ám a valóságban igen rosszkor született. A Cooper ugyanis 1959-ben mutatta be középmotoros Formula–1-es T51 típusát, amely egycsapásra forradalmasította a versenyautó építést és tette zárójelbe többek között a Scarab járgányát, amely csak a következő idény közepére lett teljesen készen. Reventlow három példányt épített a Scarab F1-ből, ám ezek egyike sem volt képes felvenni a kesztyűt a Cooperekkel.
A kék-fehérre festett autókat áthajóztatták az öreg kontinensre, hogy részt vegyenek az 1960-as monacói nagydíjon. Chuck Daigh és az alapító Lance Reventlow sem tudta kvalifikálni magát a futamra. A következő futamon, Zandvoortban viszont Daigh sikeres időmérőt teljesített, hiszen a tizenötödik helyen zárta azt, csakhogy az edzés után többen azt kezdték a bokszban pusmogni, hogy Daigh idejét elmérték, minthogy kizárt, hogy ilyen jó időt fusson a Scarab autója. Reventlow ez ellen úgy tiltakozott, hogy azonnal visszavonta a csapat nevezését a futamról, így megfosztotta Daigh-t a debütálás lehetőségétől. A következő nagydíjon, a sportág egyik legszörnyűbb hétvégéjét hozó spái futamon aztán végre mindkét Scarab felállhatott a rajtrácsra. Lance Reventlow versenye mindössze másfél körig tartott, majd motorja megadta magát. Daigh jóval tovább, tizenhat körön át volt versenyben, majd végül ő is motorhiba miatt állt ki. Franciaországban Reventlow már nem ült autóba, így Chuck Daigh mellé leszerződött a Ferrari-tesztpilóta Richie Ginther, ám csodára ő sem volt képes. A Cooper T53-asokkal és Lotus 18-asokkal szemben esélye sem volt az elavult konstrukciójú, és nem is igazán megbízható Offenhauser motorral induló kocsiknak. A francia edzéseken a csapat összes motorja tönkrement, így jobb híján megint verseny nélkül kellett hazautazniuk. A Scarab számára kevésnek bizonyult a két futam közti két hét arra, hogy megjavítsák a tönkrement alkatrészeket, így Silverstone előtt autó nélkül álltak. Reventlow újra bevetette a pénztárcáját, és szerzett egy autót a Coopertől, majd ugyanazzal az autóval benevezte saját magát és Daigh-t is a versenyre. Az edzéseken aztán Daigh bizonyult a gyorsabbnak, így Reventlow maga visszalépett a versenytől, hiszen csak egy autó állt a rendelkezésükre. A kaliforniai Riverside-on Daigh első és utolsó alkalommal megláthatta a kockás zászlót egy Scarab volánja mögött a tizedik helyen, hat kör hátránnyal. Mivel a következő évtől érvényes új szabályozások a Scarab autóját nem csak elavulttá, hanem immáron szabálytalanná is tették, Reventlow kivonult a sportból.

## Formula–1-es eredmények
| Év   | Modell | Motor     | Gumi | Versenyző       | 1   | 2   | 3   | 4   | 5   | 6   | 7   | 8   | 9   | 10  | Pont | Helyezés |
| ---- | ------ | --------- | ---- | --------------- | --- | --- | --- | --- | --- | --- | --- | --- | --- | --- | ---- | -------- |
| 1960 | Scarab | Scarab L4 | D    |                 | ARG | MON | 500 | NED | BEL | FRA | GBR | POR | ITA | USA | 0    | NC       |
| 1960 | Scarab | Scarab L4 | D    | Chuck Daigh     |     | DNQ |     | DNS | Ki  | DNS |     |     |     | 10  | 0    | NC       |
| 1960 | Scarab | Scarab L4 | D    | Lance Reventlow |     | DNQ |     | DNS | Ki  |     |     |     |     |     | 0    | NC       |
| 1960 | Scarab | Scarab L4 | D    | Richie Ginther  |     |     |     |     |     | DNS |     |     |     |     | 0    | NC       |